# Gabriele Kordowski
Gabriele Kordowski (* 11. September 1953 in Dortmund) ist eine deutsche Politikerin (CDU). Sie war von 2007 bis 2010 Abgeordnete des Landtags von Nordrhein-Westfalen.

## Leben
Kordowski verließ im Jahr 1969 die Schule mit der Mittleren Reife und besuchte anschließend von 1969 bis 1973 eine Krankenpflegeschule, die sie mit dem Staatsexamen abschloss. Währenddessen begann sie 1972 eine bis 1974 dauernde Zusatzausbildung in der Neurologie und der Psychiatrie. Von 1978 bis 1980 machte sie eine Ausbildung zur OP-Schwester. Sie war bis 1999 in ihrem Beruf tätig. Ab Juni 2006 ist sie Angestellte beim Landesbeauftragten für den Maßregelvollzug.

## Politik
Kordowski ist seit 1984 Mitglied der CDU. Von 1991 bis 2007 war sie Vorsitzende des CDU-Stadtverbandes Schwerte und seit 1995 stellvertretende Vorsitzende des Kreisverbandes Unna. Seit 1999 ist sie Mitglied im CDU-Landesvorstand NRW und seit 1999 Mitglied des CDU-Bezirksverbandes Ruhrgebiet. Sie war in der 13. Legislaturperiode von 2000 bis 2005 Abgeordnete des Landtags von Nordrhein-Westfalen. Bei der Landtagswahl 2005 wurde sie nicht wiedergewählt, rückte aber, nachdem der Abgeordnete Michael Breuer ausschied, am 3. Dezember 2007 ins Parlament nach. Sie ist ordentliches Mitglied des Ausschusses für Arbeit, Gesundheit und Soziales und Vorsitzende der Enquetekommission "Erarbeitung von Vorschlägen für eine effektive Präventionspolitik in NRW".

## Weblink
- Gabriele Kordowski beim Landtag Nordrhein-Westfalen

| Personendaten    | Personendaten                   |
| ---------------- | ------------------------------- |
| NAME             | Kordowski, Gabriele             |
| KURZBESCHREIBUNG | deutsche Politikerin (CDU), MdL |
| GEBURTSDATUM     | 11. September 1953              |
| GEBURTSORT       | Dortmund                        |